# María Victoria Angulo
María Victoria Angulo González, née le 20 juin 1980 à Ibagué, est une économiste et femme politique colombienne. Elle occupe le poste de ministre de l'Éducation nationale entre 2018 et 2022 sous la présidence d'Iván Duque.